# Fredric Westin
Fredric Westin, född den 22 september 1782 i Stockholm, död 13 maj 1862 i Stockholm, var en svensk målare, tecknare, grafiker, hovintendent, professor och direktör vid Konstakademien.

## Biografi
Fredric Westin var son till garvaråldermannen Johan Westin och Elisabeth Bergklyft och farbror till garvaråldermannen  och konstnären Jacob Westin. Han skrevs som tioåring in som elev vid Kungliga Akademien för de fria konsterna 1793. Som lärare och handledare fick han Lorens Pasch och Louis Masreliez. Efter några års studier fick han sin första utmärkelse i ornamentskolan 1795 och vann därefter flera medaljer för olika prisämnen bland annat akademiens guldmedalj 1806 och 1807. Han var inte speciellt trakterad av att resa varför han vid ett tillfälle avstod från ett stipendium som istället gavs till hans vän Johan Niclas Byström. Han kom aldrig att lämna landet och utan vigde hela sitt liv för Konstakademien. Westins konst är en blandning av komponenterna klassicism och romantik och i sin konstuppfattning finner man spår av François Gérard och Girodet. Hans kolorit och kompositionsuppbyggnad kopierades av bland annat Carl Fredric von Breda. Med renodlade historiska allegoriska, antika, mytologiska och religiösa motiv kom han att bli en uppskattad historiemålare som väckte sin samtids beundran. Den tidens konstkritiker jämställde honom med Rafael och Antonio da Correggio och i vissa målningar skulle han ha överträffat dessa. 
Han blev agré vid Konstakademien och förordnad till konduktör vid kungliga museet 1808 och ledamot av akademien 1812. Han blev 1815 vice professor och var ordinarie professor 1816–1856 vid Konstakademien där han även var direktör 1828–1840. Han utnämndes till hovintendent 1843. Han medverkade med sammanlagt ett 50-tal verk vid akademiens utställningar 1795–1853 och han var representerad i akademiutställningen på Charlottenborg i Köpenhamn 1851. 
Hans första större framgång kom med målningen En amour skjutande en pil från 1807 där ansiktets och kroppens mimik är banalt insmickrande. Färghållningen är kylig eftersom färgerna är emaljartade och man kan tydligt i den målningen se hur bunden han var Masreliez antikiserande stil. Samma intryck får man av målningarna Amor och Psyke, Konung Gustav III, fria konsternas och vetenskapens beskyddare som belönades med en silvermedalj 1803 samt Jordens gudinna omgiven av de fyra årstiderna. Till hans tidigare skede och till hans främsta alster hör Dagens stunder, fyra dörrstycken i Hedvig Elisabet Charlottas stora sängkammare på Rosersbergs slott med antikiserande figurer: Aurora som strör blommor över jorden, Apollon med sitt fyrspann, Diana följd av Aftonrodnaden samt Natten med sitt stjärnströdda dok (1812–1813). På Säfstaholms slott finns De fyra årstiderna presiderade av jordens gudinna (1843), på Rosendals slott Hebe med örnen (1832) och Flora bekransande Linnés byst (1843) och vid Stockholms universitet Musiken, föreställd av en grupp unga flickor. Han målade också kompositioner ur den svenska historien Olof Skötkonungs dop, Lutherska lärans antagande. Samtiden lovordade dessa målningar med omdömet Det idealiska och täckta är hans område, han förstår att sammanföra sanning och behag, och hans färg och är mild och briljant som en målad poesi, men denna inställning delades inte av samtiden när det gällde hans porträtt. Eftervärlden har senare funnit hans verk som sötaktigt sentimentala, fadda och utförda i monotona färger med en ytlig karaktärsframställning.  
Under Karl XIV Johans tid målade han en rad porträtt på kungafamiljen. 1824 målade han en populär allegori över kronprinsessan Josefinas ankomst till Sverige, där Saga i gul och blå dräkt sitter på marken framför en runsten och blickar upp mot skyn där kronprinsessan i röd och vit dräkt svävar ned på en molntapp omgiven av tre amoriner. Målningen är en allegori över den dikt Esaias Tegnér skrev som hälsade kronprins Oskar och hans gemål När maj har lövat våra lindar. Bland hans större figurkompositioner märks den Wachtmeisterska familjetavlan på Johannishus, Bernadotteska familjegruppen på Gripsholm och Drottning Desideras kröning 1856 samt den från 1838 målade tavlan Karl XIV Johan på en vit häst på Ladugårdsgärdet hälsande med den trekantiga hatten på livdragonerna. 
Westin målade en stor mängd porträtt då han under Karl XIV Johans tid var konstnären på modet. Som porträttmålare var han dock inte enhälligt uppskattad. En kritiker som Silverstolpe beklagade 1809 att en konstnär som äger så mycken färdighet till stöd för sitt sökande av idealet sysselsatte sig med en konst av så lågt värde och hoppades att han måtte återvända från den platta verkliga världen till den poetiska. Mest negativ var Hammarsköld som menade 1818 att av de svenska konstnärerna var det Westin som hade av naturen fått de ringaste anlagen för porträttmålning och ett par år senare yttrade han att Westins porträtt kittla bara ögat att intet intryck kan tränga till hjärtat. Scholander kallade hans porträtt för vaxgubbar. Andra hade lovord att fälla över Westins porträtt. Gerss ansåg att Westins porträtt hade likhet och behag i uttrycket, enkelhet i ställning och klädsel, urval av natur i formerna och säkerhet och sanning i utförandet. Ture Gustaf Wennberg kallade honom den förste svenske tecknarens Lorenz Paschs så värdige fosterson och bedömde hans konstfärdighet som porträttör. Även Johan Tobias Sergel uppskattade honom som porträttmålare av största förtjänst. Hans tidiga porträtt uppvisar en influens från Pashs franska 1700-talsakademi medan de senare ansluter sig till den italienska klassicistiska uppfattningen som även delades av von Beda. Som hovmålare vann han de kungligas och aristokratins gunst. Hann var  Karl XIV Johans ständigt anlitade porträttör och kung Oskar beställde årligen ett par tavlor av honom. Till en av hans största förtjänster räknades att han målade comme il faut det vill säga helt efter beställarens och åskådarens önskemål och smak. Karl XIV Johan var mycket angelägen om att porträtten skulle återge hans yttre fördelaktigt därför blev Westin bifallen att minska fötternas storlek och göra knäna smalare. Porträttet som han utförde av Karl XIV Johan 1832 kom att bli normgivande för en rad av de följande kungabilderna där kungen framställs nästan en face med en oval ansiktsform och ett modererat näsparti. Före 1830 kännetecknas Westins ansikten av en påfallande korthet och är utförda i halvprofil med ett starkt framträdande näsparti. Några av hans porträtt har en tydlig påverkan från Pasch vilket framgår i porträtten över prosten Sven Peter Bexell och greve Herman Wedel Jarlsberg. I damporträtten strävade han alltid efter en klassiskt skön form och han trodde att han nått fulländningen genom att få en så slät färgbehandling som möjligt, men han nådde aldrig upp till Rafaels skulpturalt rundade idealsköna form. Färgerna i hans damporträtt blev porslinsaktiga och matta. Bland hans barnporträtt bör särskilt uppmärksammas Oskar I:s barn i Drottningholm parksamt blyertsteckningar av prinsarna August och Gustaf. 
Det är otvivelaktigt så att Westin var bättre och skickligare som historie- och figurmålare än som porträttmålare. Han var under sin levnad omstridd, uppburen, hyllad, klandrad och ringaktad och hans talang gick förlorad under den tidens dyrkande av konventionella ideal. Men han kan som porträttmålare räknas som en länk mellan Breda och Adolf Ulrik Wertmüller å ena sidan och Olof Johan Södermark och Uno Troili å den andra. 
Efter att han lärt sig gravera av Fredrik Boije 1821 utförde han de följande åren ett mindre antal blad i crayongravyr och etsning. Westin var en av de tidigaste utövarna av litografisk konst i Sverige han utförde flera litografiska tryck och utgav samlingen Lithographierade handteckningar af ämnen ur Historien, Mythologien, Allegorien och Hvardagslifvet 1832 och läroboken Principer för figur teckning. Han utförde även förlagor för medaljer som graverades av andra konstnärer. Tillsammans med Krafft och Fahlcrantz skrev han på Svenska akademiens uppmaning 1846 en ordbok med konstord och tekniska termer som rörde måleriet som senare inarbetades i Svenska akademiens ordbok. 
Efter att Sandbergs altartavla för Sankt Jacobs kyrka hade underkänts vände sig de ansvariga till Westin med uppdraget att måla en altartavla. Målningen, Kristi förklaring var klar 1828 och resultatet blev både hyllat och kritiserat numera är målningen flyttad till långhusets södra skepp. Andra altartavlor av Westin finns i Kungsholms kyrka Kristi uppståndelse 1825 som även finns som en replik i Västerhejde kyrka på Gotland, Åbo domkyrka Kristi förklaring 1836, Uddevalla kyrka Kristus välsignar barnen samt Carl Gustafs kyrka Kristi begravning 1832, Ulrika Eleonora kyrka, Fasterna kyrka, Klockrike kyrka och Västertuna kapell i Västerås stift.

## Verk (i urval)
- Nationalmuseum[14], Stockholm: "En amour skjutande en pil", mytologisk komposition 1807.
- Konstakademien, Stockholm: "Överste Fredrik Blom", porträtt 1809.
- Sankt Jacobs kyrka, Stockholm: "Kyrkoherde Anders Borg", porträtt 1811.
- Rosersbergs slott, Uppland: "Dagens stunder", målning på fyra dörröverstycken i Karl XIV Johans sängkammare 1812–1813.
- Ulrika Eleonora kyrka (Kungsholms kyrka), Stockholm, altartavla "Jesu uppståndelse", målad 1823.
- Storkyrkan, Stockholm: "Biskop Johan Olof Wallin", porträtt 1824.
- Gripsholms slott, Södermanland: målning "Kronprinsessan Josefina med den lille prins Carl på knäet," utförd 1826.
- Sankt Jacobs kyrka, Stockholm: altartavla "Kristi förklaring", målad 1828, senare flyttad till långhusets södra sidoskepp.
- Sankt Jacobs kyrka, Stockholm: "Kyrkoherde Johan Jacob Hedrén", porträtt 1830.
- Rosendals slott, Södra Djurgården, Stockholm: "Karl XIV Johan", porträtt målat 1832.
- Storkyrkan, Stockholm: "Biskop Frans Michael Franzén", porträtt 1834.
- Karlshamns kyrka, Blekinge: altartavla, målad under 1830-talet.
- Stockholms slott: "Oscar I:s barn i Drottningholms slottspark", målning 1837.
- Fasterna kyrka, Uppland, altartavla, målad 1840.
- Stockholms universitet: "Musiken, föreställd av en grupp unga flickor", 1850.
- Gripsholms slott: målning "Drottning Desiderias kröning," utförd 1856.
- Klockrike kyrka, Östergötland: "Jesus i Getsemane", skänkt 1859 av mademoiselle Stiernberg på Hassla gård.
- Sankt Anna kyrka, Uddevalla: altartavla "Kristus välsignar barnen", målad 1862.
- Västertuna kapell, Stora Tuna församling: altartavla "Jesu korsfästelse".
- Uppsala universitetsbibliotek[15], ett  flertal teckningat
- Kalmar konstmuseum[16], ett antal etsningar

Han är även representerad med Porträtt vid Nordiska museet, Kungliga biblioteket med etsningar, tryck och litografier, Malmö museum, Norrköpings Konstmuseum, Östergötlands museum, Skoklosters slott och Lunds universitet.

## Galleri

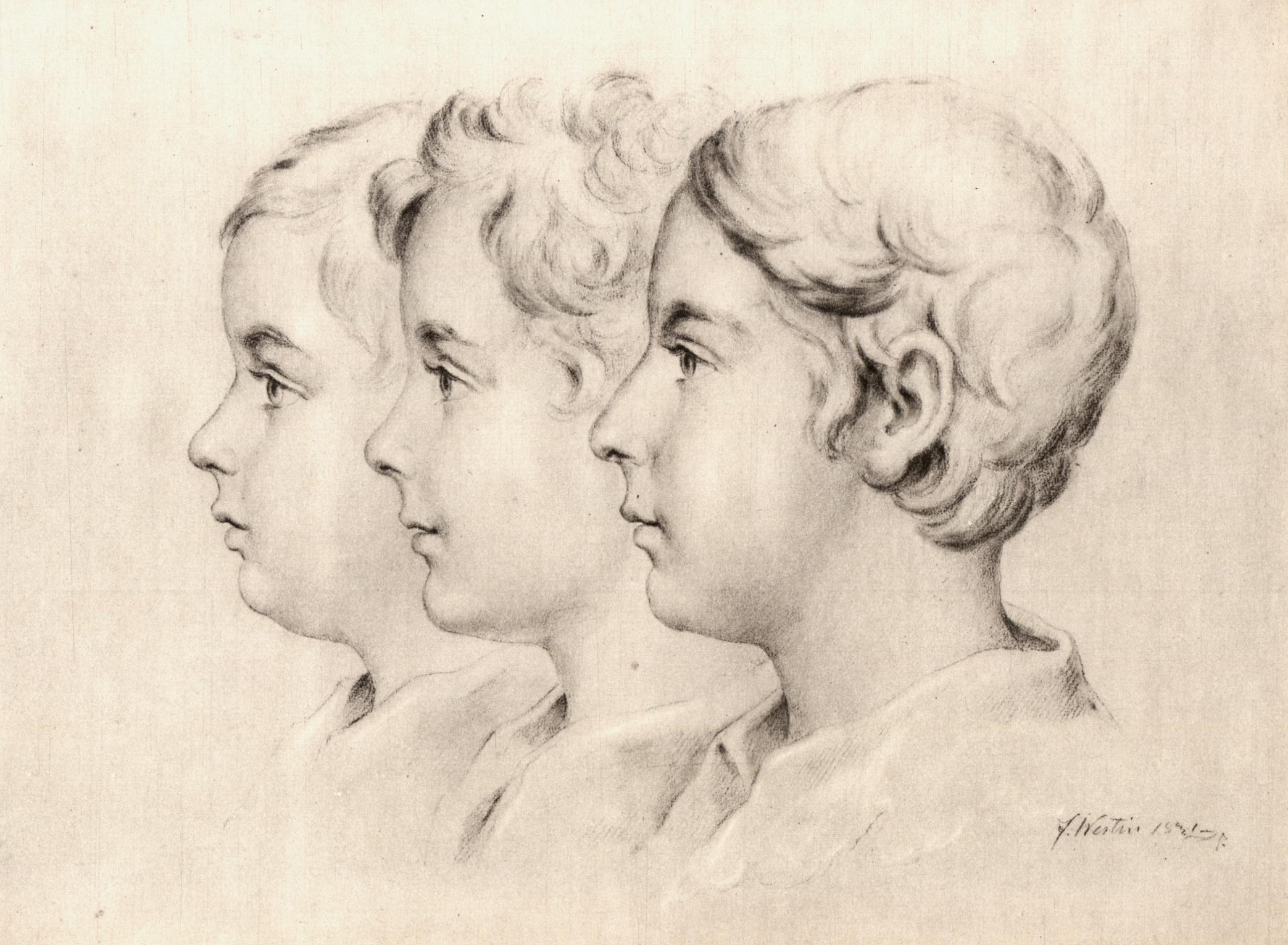
Tre gossprofiler, Teckning utförd i svart och vit krita som lär föreställa prinsarna Karl, Gustav och Oskar (1831).
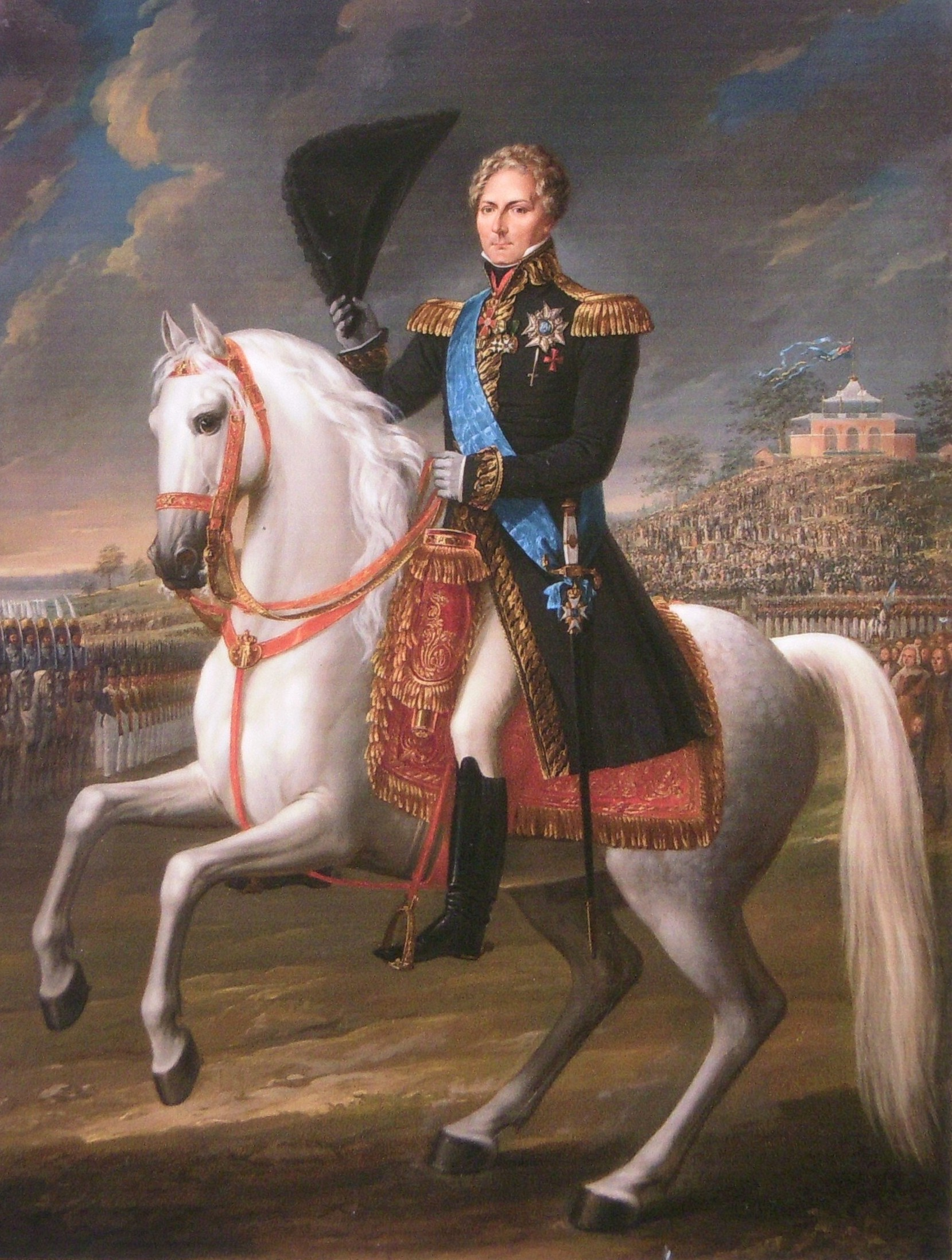
Karl XIV Johan på Ladugårdsgärdet med Borgen, Stockholm i bakgrunden till höger (1838).
Karl XIV Johan under Napoleonkrigen
Karl XIV Johan
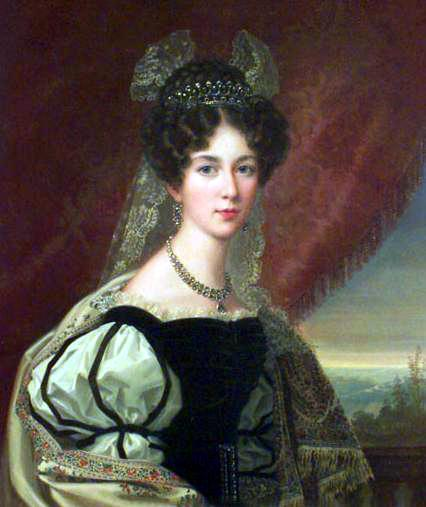
Drottning Josefina
Oscar I
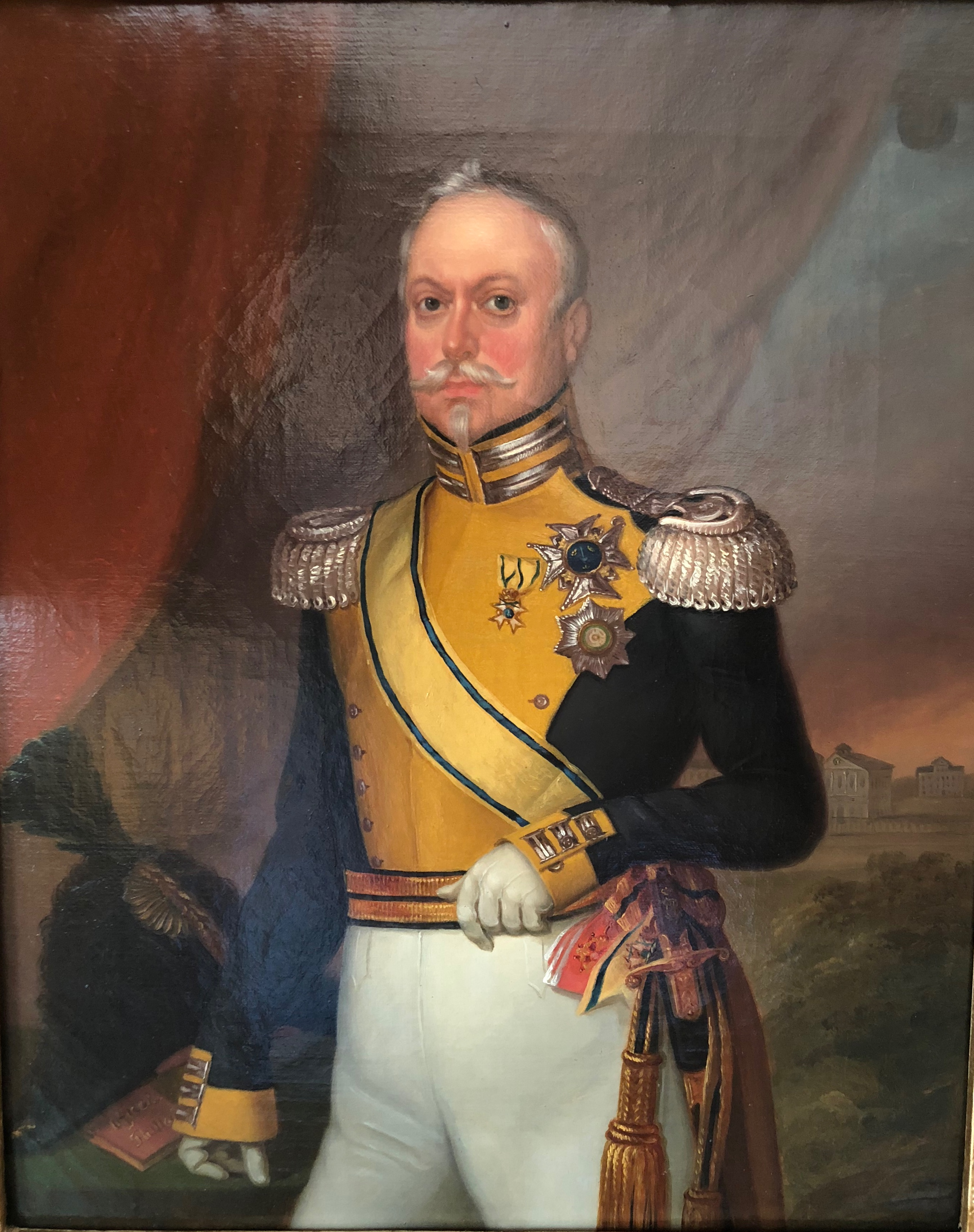
Generalmajor Sixten David Sparre, troligen målad 1843.
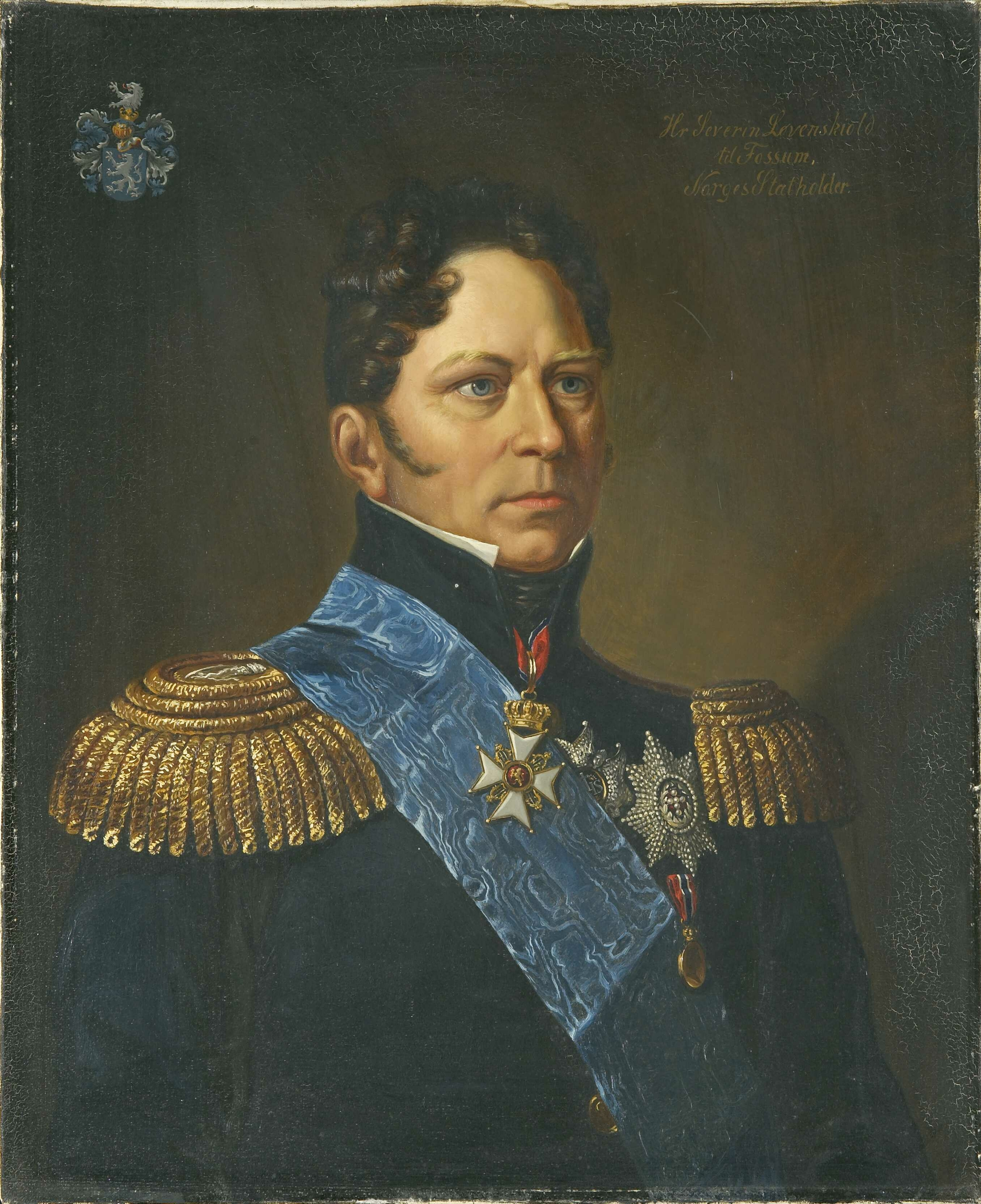
Severin Løvenskiold
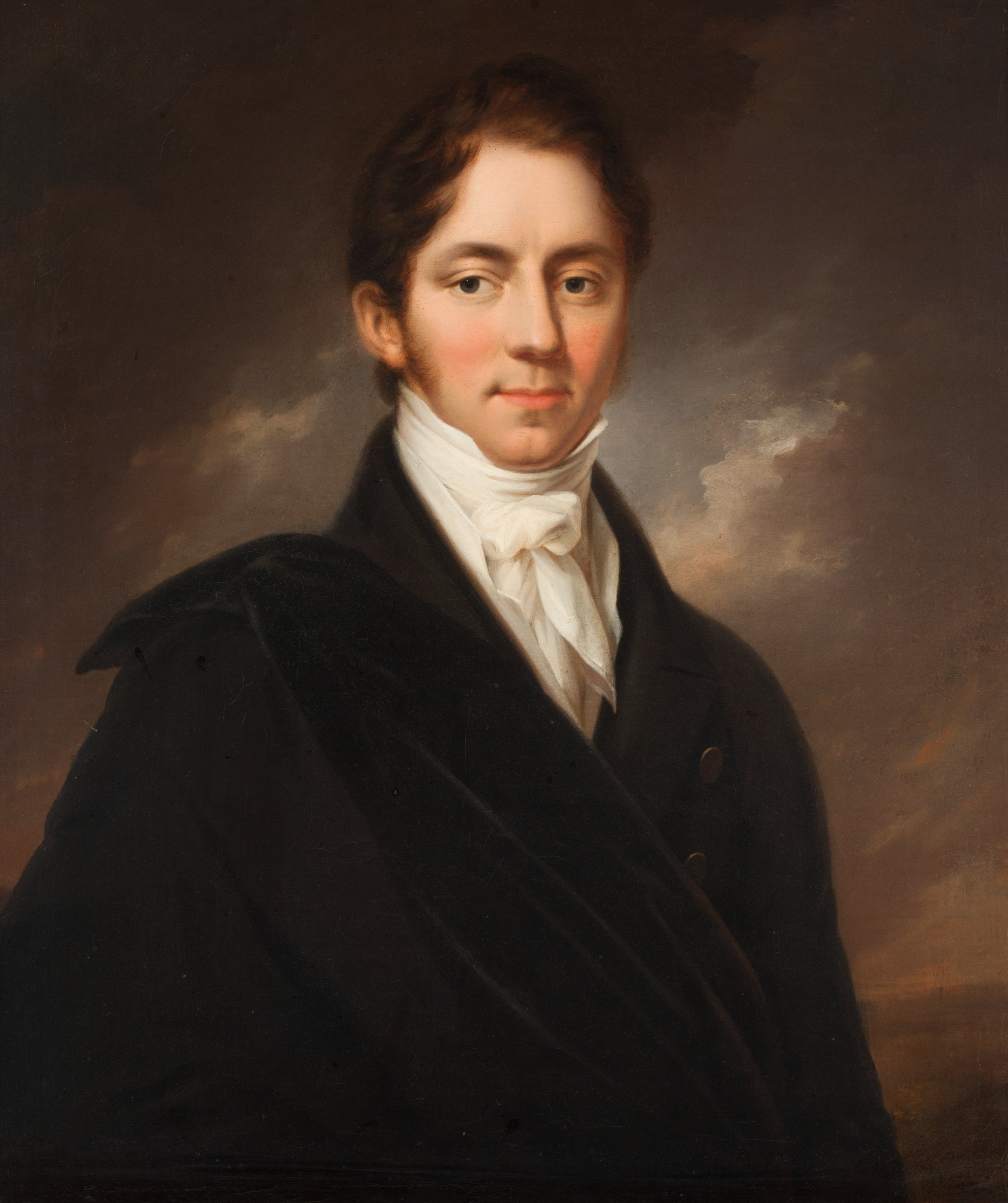
Carl Henrik Cantzler

### Fotnoter
1. 1 2  RKDartists, RKDartists-ID: 83893, läst: 23 augusti 2017.[källa från Wikidata]
2. 1 2  KulturNav, KulturNav-ID: 840c861b-ec73-4d9a-85fd-0ce5fec1d801, läst: 9 oktober 2017.[källa från Wikidata]
3. 1 2  Westin, Fredric, Grove Art Online, 13 december 2017, 10.1093/GAO/9781884446054.ARTICLE.T091254.[källa från Wikidata]
4. ↑  Union List of Artist Names, 24 maj 2013, ULAN: 500020648, läs online, läst: 21 maj 2021.[källa från Wikidata]
5. ↑  Konstnärslistan (Nationalmuseum), 12 februari 2016, KulturNav-ID: 840c861b-ec73-4d9a-85fd-0ce5fec1d801c6efd155-8433-4c58-adc9-72db80c6ce50, läst: 25 februari 2016.[källa från Wikidata]
6. ↑  Svenskt biografiskt handlexikon (1906), s. 712 (länk)
7. ↑  Nordisk familjebok (1921), band 32, s. 62 (länk)
8. ↑  Nordensvan (1925), s. 337–338
9. ↑  Nordensvan (1925), s. 196–197, 338
10. ↑  Nordensvan (1925), s. 196
11. ↑  Librs
12. ↑  Librs
13. ↑  Nordensvan (1925), s. 335–336
14. ↑  Nationalmuseum
15. ↑  ”Uppsala universitetsbibliotek”. Arkiverad från originalet den 10 december 2017. https://web.archive.org/web/20171210231847/https://www.alvin-portal.org/alvin/view.jsf?dswid=-4429&searchType=EXTENDED&query=Westin&aq=%5B%5B%7B%22A_FQ%22%3A%22Westin%22%7D%5D%5D&aqe=%5B%5D&af=%5B%5D&pid=alvin-record%3A174971&c=1#alvin-record%3A174971. Läst 10 december 2017.
16. ↑  ”Kalmar konstmuseum”. Arkiverad från originalet den 10 december 2017. https://web.archive.org/web/20171210232711/http://konstdatabas.designarkivet.se/index.php/Detail/Object/Show/object_id/2748. Läst 10 december 2017.
17. ↑  Nordiska museet
18. ↑  Kungliga biblioteket
19. ↑  Holmer, Kerstin. (2000). Norrköpings Konstmuseum Katalog. Konstmuseum. ISBN 91-88244-22-9. OCLC 485653271. https://www.worldcat.org/oclc/485653271. Läst 20 januari 2021